# Traboch
Traboch là một đô thị thuộc huyện Leoben bang Steiermark, nước Áo. Đô thị Traboch có diện tích 12,52 km², dân số thời điểm cuối năm 2008 là1394 người.